# Nyx viscachensis
Nyx viscachensis là một loài bướm đêm thuộc họ Millieriidae. Nó được tìm thấy tại Cerro Viscachas, Region Metropolitana, Provincia de Chacabuco tại Chile. Ở đó cao từ 1.400 đến 1700 mét.
Ấu trùng của loài này ăn Puya coerulea.